# Ian Livingstone
Ian Livingstone (Prestbury, Egyesült Királyság, 1949. december 29. –) angol fantasyszerző és vállalkozó. Nevéhez fűződik – Steve Jacksonnal közösen – a lapozgatós játékkönyvek műfajának megalkotása, a Kaland Játék Kockázat könyvsorozat, és a Games Workshop cég megalapítása.
1975-ben alapította meg akkori lakótársaival, John Peake-kel és Steve Jacksonnal a Games Workshopot, amely a Dungeons and Dragons egyik első európai forgalmazója volt. 1977-ben létrehozták a White Dwarf játékújságot; Livingstone volt az első 74 szám főszerkesztője. 1979-ben Livingstone és Jackson Bryan Ansell-lel közösen megalapították a szerepjáték-maketteket forgalmazó Citadel Miniaturest.
1981-ben Jacksonnal a regény és a szerepjáték elemeit ötvözve megírták az első „lapozgatós könyvet”, A Tűzhegy varázslóját, majd a Kaland-Játék-Kockázat számos további kötetét.
1993-ban a Domark videójáték-gyártó befektetője és elnökségi tagja lett; majd miután a Domarkot megvásárolta az Eidos Interactive, azt pedig a Square Enix, az Eidos elnökévé léptették elő.

## Magyarul megjelent művei
- Halállabirintus; ford. Bukor Éva; Rakéta, Bp., 1989 (Kaland, játék, kockázat)
- A Gyíkkirály szigete; ford. Varsányi Mária; Rakéta, Bp., 1989 (Kaland, játék, kockázat)
- A halál seregei; ford. Serflek Szabolcs; Új Vénusz, Bp., 1993 (Fantázia harcos)
- A hóboszorkány barlangjai; ford. Varsányi Mária; Rakéta, Bp., 1990 (Kaland, játék, kockázat)
- A rémület útvesztője; ford. Varsányi Mária; Rakéta, Bp., 1991 (Kaland, játék, kockázat)
- A varázsló kriptája; ford. Varsányi Mária; Rakéta, Bp., 1993 (Kaland, játék, kockázat)
- A végzet erdeje; ford. Varsányi Mária; Rakéta, Bp., 1992 (Kaland, játék, kockázat)
- Az országút harcosa; ford. Forray Katalin; Rakéta, Bp., 1989 (Kaland, játék, kockázat)
- Bajnokok próbája; ford. Varsányi Mária; Rakéta, Bp., 1990 (Kaland, játék, kockázat)
- Zagor legendája; ford. Pollák Tamás, Tézsla Ervin; Szukits, Szeged, 2001 (Kaland, játék, kockázat)
- Tolvajok városa; ford. Varsányi Mária; Rakéta, Bp., 1991 (Kaland, játék, kockázat)
- A sárkány szeme (2009)
- Allansia bérgyilkosai; ford. Szűcs Gyula; Univerzál-Kaméleon, Bp., 2020 (Kaland, játék, kockázat)
- A veszedelem kikötője; ford. Szűcs Gyula; Univerzál-Kaméleon, Bp., 2020 (Kaland, játék, kockázat)
- Visszatérés a Tűzhegyhez; ford. Szűcs Gyula; Chameleon Comics, Szolnok, 2021

#### Steve Jacksonnalközösen készített művei
- Steve Jackson–Ian Livingstone: A haláltalizmán; ford. Varsányi Mária; Rakéta, Bp., 1991 (Kaland, játék, kockázat)
- Steve Jackson–Ian Livingstone: A skorpiók mocsara; ford. Varsányi Mária; Rakéta, Bp., 1989 (Kaland, játék, kockázat)
- Steve Jackson–Ian Livingstone: A Tűzhegy varázslója; ford. Fekete Miklós; Rakéta, Bp., 1989 (Kaland, játék, kockázat)
- Steve Jackson–Ian Livingstone: A Vértengerek; ford. Varsányi Mária; Rakéta, Bp., 1990 (Kaland, játék, kockázat)
- Steve Jackson–Ian Livingstone: Titán. A szárnyaló fantázia világa. A nagysikerű "Kaland-játék-kockázat" sorozat nélkülözhetetlen kézikönyve kaland kedvelők számára; ford. Ambrus Gergely; Rakéta, Bp., 1991 (Kaland, játék, kockázat)

### Részvételével, ötlete alapján
- Mark Smith–Jamie Thomson: A szamuráj kardja; Steve Jackson, Ian Livingstone ajánlata, ford. Varsányi Mária, ill. Alan Langford; Rakéta, Budapest, 1991 (Kaland, játék, kockázat)
- Robin Waterfield: A pusztítás maszkjai; Steve Jackson, Ian Livingstone ajánlata, ford. Aczél László, ill. Russ Nicholson; Rakéta, Budapest, 1992 (Sorozat: Kaland, játék, kockázat)
- Lázadók bolygója; ötlet Steve Jackson, Ian Livingstone, szöveg Robin Waterfield, ford. Serflek Szabolcs, ill. Gary Mayes; Új Vénusz, Budapest, 1993 (Fantázia harcos)
- Csillagközi fejvadász; ötlet Steve Jackson, Ian Livingstone, szöveg Luke Sharp, ford. Serflek Szabolcs, ill. Gary Mayes;.Új Vénusz, Budapest, 1993 (Fantázia harcos)
- Égi fejedelem; ötlet Steve Jackson, Ian Livingstone, szöveg Martin Allen, ford. Serflek Szabolcs, ill. Tim Sell; Új Vénusz, Budapest, 1993 (Fantázia harcos)
- Robot kommandó; ötlet Steve Jackson, Ian Livingstone, szöveg Steve Jackson, ford. Serflek Szabolcs, ill. Gary Mayes; Új Vénusz, Budapest, 1993 (Fantázia harcos)
- A mélység rabszolgái; ötlet Steve Jackson, Ian Livingstone, szöveg Poul Mason, Steve Williams, ford. Serflek Szabolcs, ill. Bob Harvey; Új Vénusz, Budapest, 1993 (Fantázia harcos)
- A ketheri maffia; ötlet Steve Jackson, Ian Livingstone, szöveg Andrew Chapman, ford. Serflek Szabolcs, ill. Nik Spender; Új Vénusz, Budapest, 1993 (Fantázia harcos)
- Lopakodó lelkek; ötlet Steve Jackson, Jan Livingston, szöveg Keith Martin, ill. Russ Nicholson, ford. Serflek Szabolcs; Új Vénusz, Budapest, 1993 (Fantázia harcos)

- Démonlovagok; ötlet Steve Jackson, Ian Livingstone, ford. Pollák Ágnes, Pollák Tamás; Szukits, Szeged, 1998
- Andi Ewington: Az országút harcosa; ceruza- és tusrajz Simon Coleby, Ian Livingstone nyomán, ford. Kóbor Róbert; Univerzál Kaméleon Bt., Szolnok, 2019